# Moiano
Moiano é uma comuna italiana da região da Campania, província de Benevento, com cerca de 4.178 habitantes. Estende-se por uma área de 20,20 km², tendo uma densidade populacional de 207 hab/km². Faz fronteira com Airola, Arienzo (CE), Bucciano, Forchia, Sant'Agata de' Goti, Tocco Caudio.

## Demografia
| Variação demográfica do município entre 1861 e 2011                               |
|                                                                                   |
| Fonte: Istituto Nazionale di Statistica (ISTAT) - Elaboração gráfica da Wikipedia |